# My Learned Friend
Pour plus de détails, voir Fiche technique et Distribution.
My Learned Friend est un film britannique réalisé par Basil Dearden et Will Hay, sorti en 1943.

## Synopsis
Will Fitch, un avocat radié du barreau, est menacé par Arthur Grimshaw qui vient de sortir de prison et qui a décidé de supprimer tous ceux qui étaient liés à son procès, y compris son propre avocat, Fitch. Ce dernier va s'associer à un autre avocat, Claude Babbington, pour retrouver le tueur et l'arrêter.

## Fiche technique
- Titre original : My Learned Friend
- Réalisation : Basil Dearden et Will Hay
- Scénario : Angus MacPhail et John Dighton
- Direction artistique : Michael Relph
- Costumes : Marianne
- Son : Len Page
- Montage : Charles Hasse
- Musique : Ernest Irving
- Production : Michael Balcon
- Production associée : S.C. Balcon, Robert Hamer
- Société de production : Ealing Studios
- Société de distribution : Ealing Studios
- Pays d'origine :  Royaume-Uni
- Langue originale : anglais
- Format : Noir et blanc  — 35 mm — 1,37:1 — son mono
- Genre : Comédie policière
- Durée : 74 minutes
- Dates de sortie : Royaume-Uni : 25 octobre 1943

## Distribution
- Will Hay : William Fitch
- Claude Hulbert : Claude Babbington
- Mervyn Johns : Grimshaw
- Lawrence Hanray : Sir Norman
- Aubrey Mallalieu : Magistrate
- Charles Victor : Wilson
- Leslie Harcourt : Barman
- Eddie Phillips : Blake
- G.H. Mulcaster : Docteur Scudamore
- Ernest Thesiger : Ferris
- Lloyd Pearson : Colonel Chudleigh
- Gibb McLaughlin : Majordome
- Maudie Edwards : Aladdin